# Superaliment

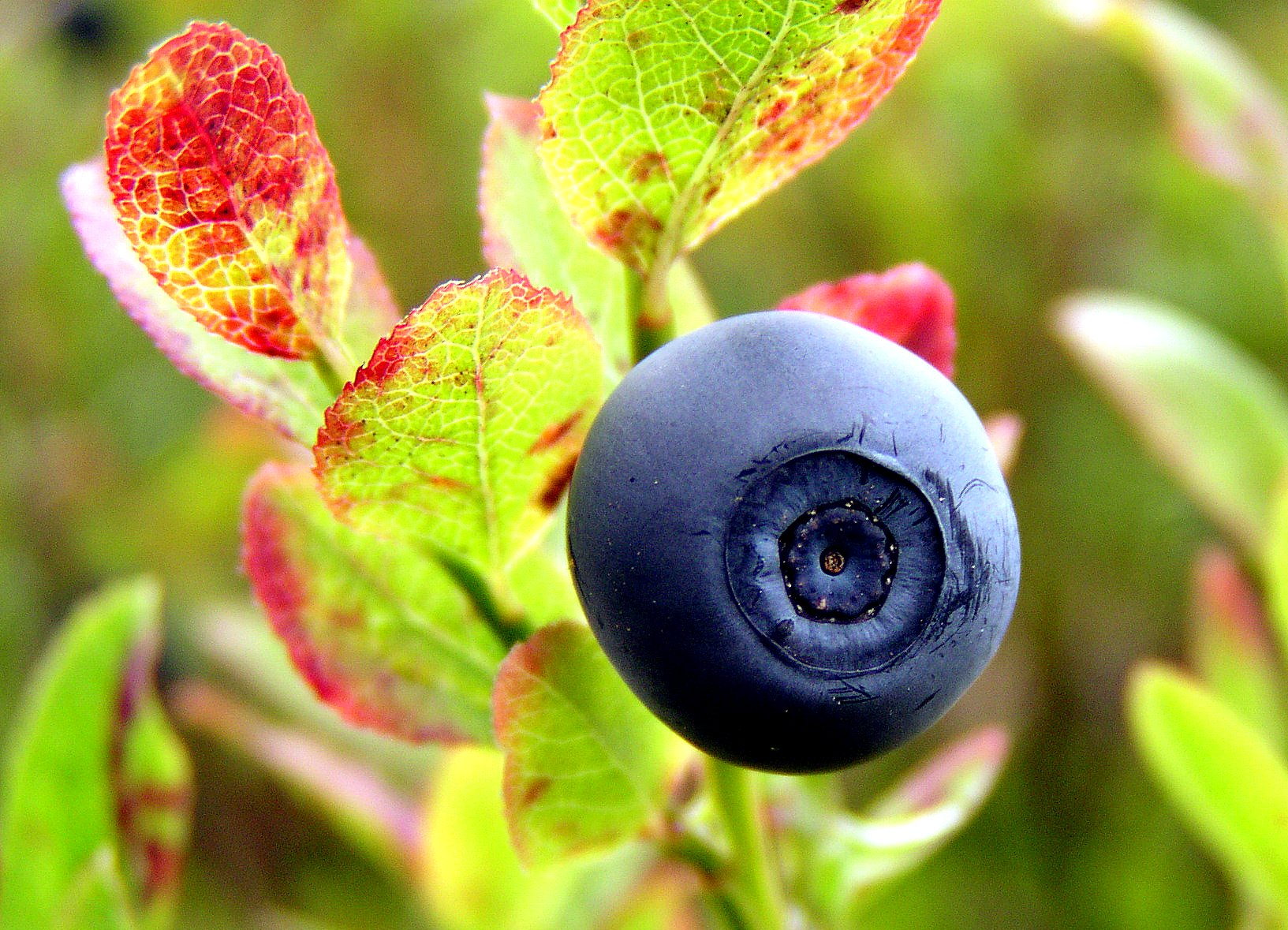
Els nabius es consideren sovint un superaliment

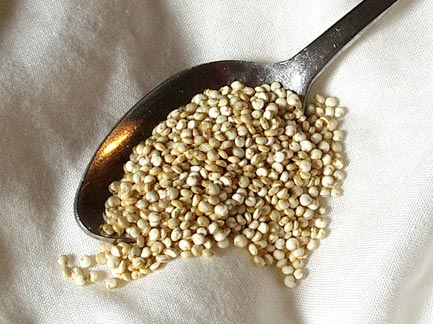
Quinoa, un superaliment

Superaliment és un terme que de vegades es fa servir per a descriure aliments amb alt contingut en fitonutrients que els proporcionen propietats saludables. Des de l'1 de juliol del 2007, la comercialització de productes com a "superaliments" ("superfoods" en anglès) està prohibit a la Unió Europea si no va acompanyat d'especificacions mèdiques que hi donin suport científic.
Per exemple, els nabius són considerats sovint superaliments o bé superfruits pel seu contingut significatiu d'antioxidants, antocians, vitamina C, manganès i fibra dietètica.
Aquest terme no es fa servir en dietètica, i hi ha científics de la nutrició que fins i tot consideren que aquest terme no té significat i pot ser perillós. No hi ha una definició legal sobre el terme superaliment i es pot fer servir com una estratègia comercial.
De la mateixa manera es pot parlar de superbeguda.